# Adolf Ferdinand Wenceslaus Brix
Adolf Ferdinand Wenceslaus Brix (Wesel, 20 de fevereiro de 1798 — Charlottenburg, Berlim, 14 de fevereiro de 1870) foi um matemático e engenheiro alemão.
A unidade Brix (°Bx) para líquidos é denominada em sua homenagem.
Sepultado no Luisenfriedhof I em Berlim, sua sepultura não foi preservada.

## Publicações selecionadas
- Lehrbuch der Statik und Mechanik ("Textbook of statics and mechanics", 1831, 2nd edition 1849, supplement 1843)
- Über Festigkeit und Elasticität der Eisendrähte ("On the strength and elasticity of iron wires"), 1847
- Über den Widerstand der Fuhrwerke ("On the drag of wagons"), 1850
- Über Alkoholometrie ("On the measurement of alcohol"), 1850, 1851, 1856